# Ульяновск I
Ульяновск I — железнодорожная станция Волго-Камского региона Куйбышевской железной дороги. Расположена в микрорайоне Тути города Ульяновска.

## История

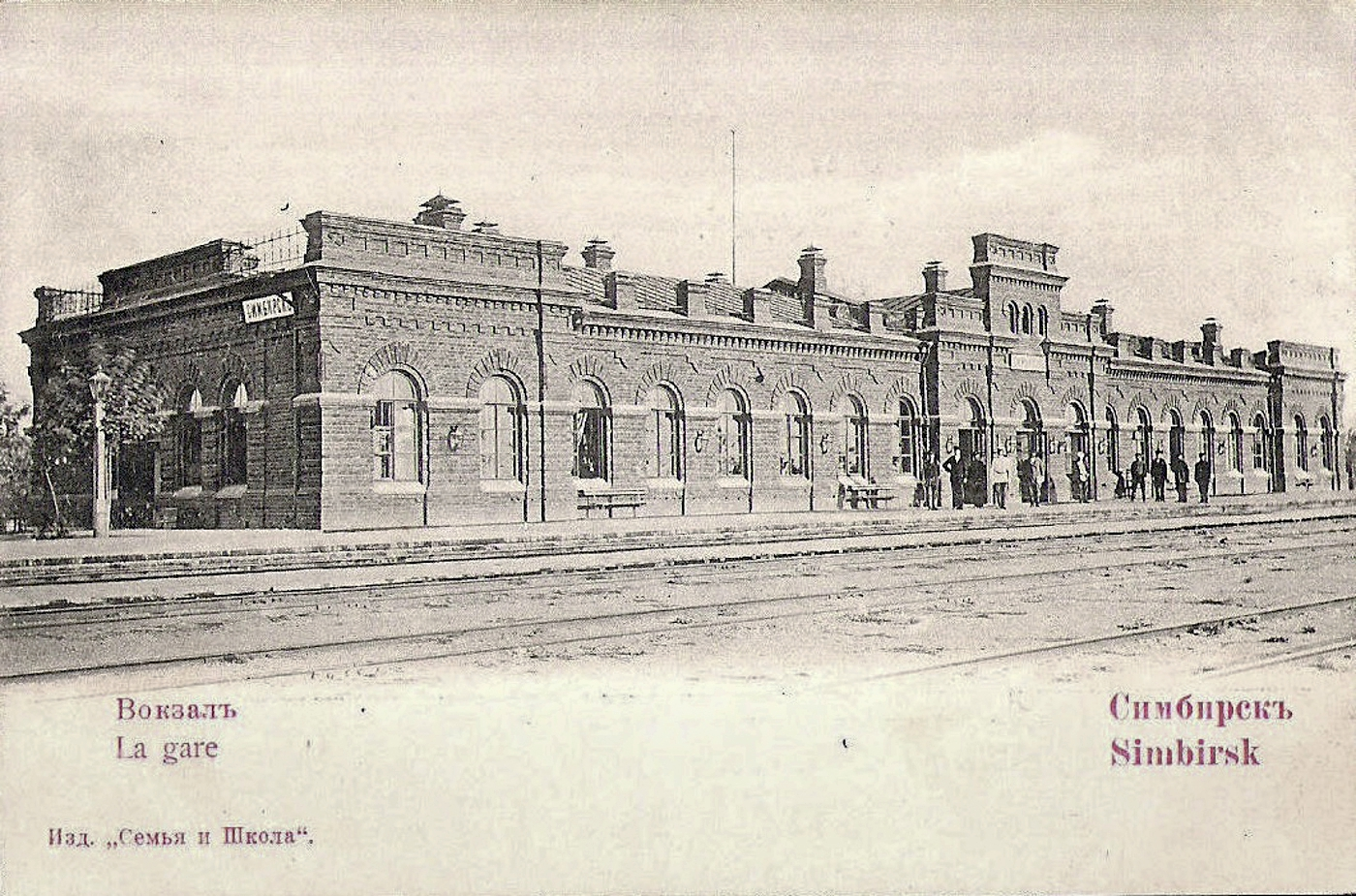
Открытка 1900 г. Симбирск. Ж/д вокзал (старый).

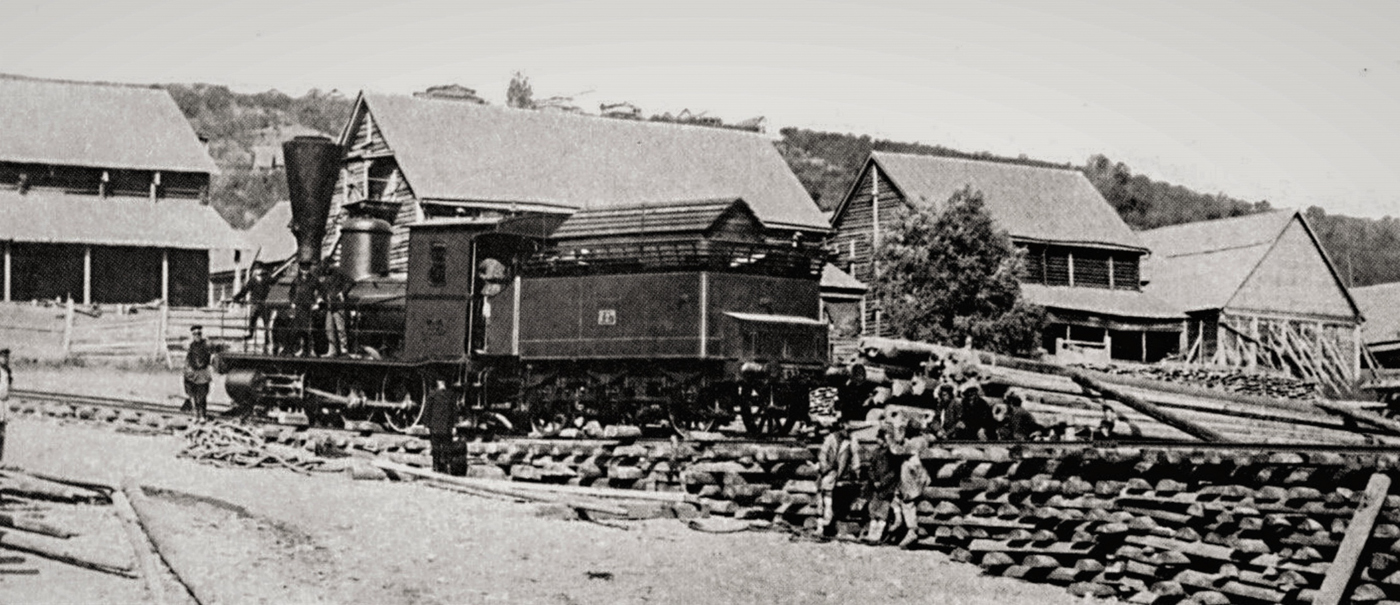
Выгрузка привезённого первого паровоза с баржи. (Симбирская пристань, 1898).

Строительство железной дороги от станции Инза до Симбирска (с 1924 г. Ульяновск) началась в 1897 году и была построена к 1898 году. Официальное открытие железной дороги и вокзала станции Симбирск-I состоялось 17 января 1899 года. В январе 1899 года, рядом со станцией было создано паровозное депо Симбирск. Симбирск стал считаться тупиковой железнодорожной станцией. К началу XX века из Симбирска на Москву ходили два поезда. К ним присоединяли почтовые и товарные вагоны.
С 1900 года на железнодорожном вокзале стало функционировать почтовое отделение, где проводились операции по продаже знаков оплаты почтовой корреспонденции, а также приёму и выдаче простой письменной корреспонденции.

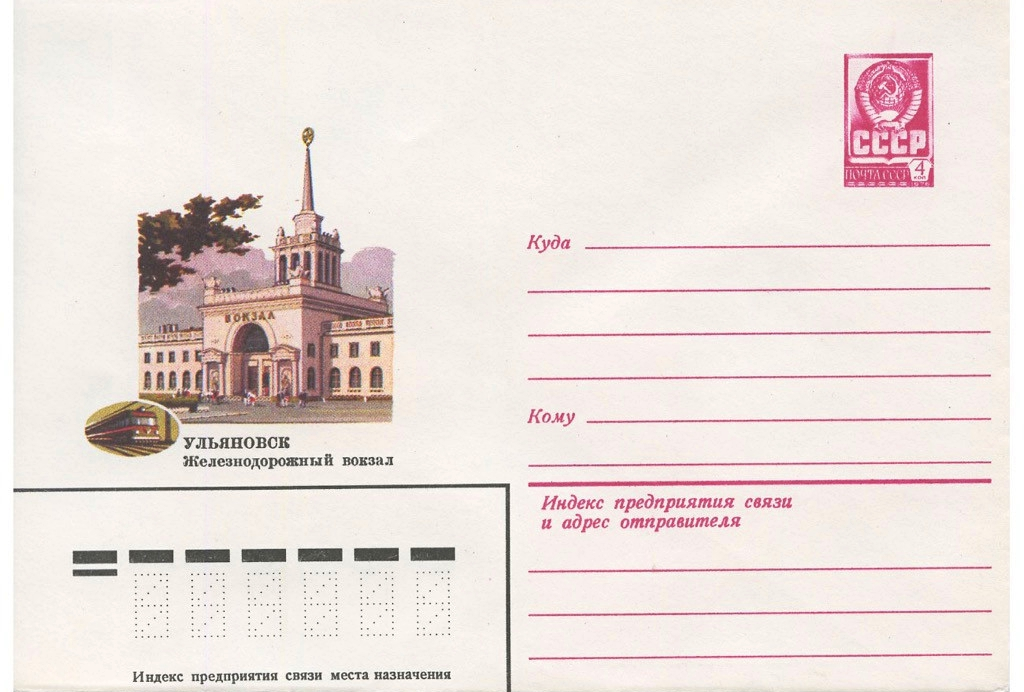
ХМК СССР, 1980 г. Железнодорожный вокзал Ульяновск-1.

15 (28) августа 1911 года, в праздник Успения Божией Матери, в 3 часа дня на железнодорожном вокзале состоялось большое торжество: встреча прибывшей со Старого Афона иконы «Неопалимая Купина», которую разместили в специально для неё построенном храме в честь иконы Божией Матери «Неопалимая Купина». В торжестве принимало участие большое количество жителей Симбирска и окрестных деревень во главе с исполняющим должность губернатора, князем А. А. Ширинским-Шихматовым.
В 1912 году началось строительство Императорского моста через реку Волгу, 1 декабря 1916 года по мосту открылось первое (временное) пассажирское движение. Открытие железнодорожного моста через Волгу сделало Симбирск узлом двух железных дорог: Московско-Казанской и Волго-Бугульминской.
25 июля 1914 года со станции убывали на фронт Первой мировой войны эскадроны: 5-го уланского Литовского полка, 163-й Ленкоранско-Нашебургского пехотного полка, 164-го пехотного Закатальского полка, 107-й Троицкого пехотного полка, 308-й Чебоксарского пехотного полка, 307-го пехотного Спасского полка и других подразделений Русской императорской армии, дислоцированные в городе.
10-11 июля 1918 года, во время мятежа Муравьёва, в вагоне под арестом, на станции Симбирск-1, находился командарм 1-й армии РККА М. Н. Тухачевский.
В сентябре 1918 года на станции проходили боевые действия Гражданской войны.
9 мая 1919 года, в здании депо, перед железнодорожниками выступал Председатель ВЦИК Калинин Михаил Иванович.
4 июля 1924 года постановлением ЦИК Союза СССР железнодорожная станция Симбирск-I была переименована в станцию Ульяновск-I.
С 1926 года от вокзала станции Ульяновск-1 начали действовать два автобусных маршрута: № 1 Ленкоранские казармы (Ульяновское училище связи) — вокзал «Ульяновск I», через Гончаровскую и Покровскую (Л. Толстого) улицы и № 3 Вокзал «Ульяновск I» — Пристань, через Базарную площадь и Дворцовую (К. Маркса) улицу.
В июле 1933 года в северной части слободы Туть был сдан в эксплуатацию хлебозавод к которому была проведена железнодорожная ветка. Также была проведена ветка к Ульяновскому спиртзаводу.
13 апреля 1940 г. на ст. Ульяновск-1 был доставлен главный символ города — памятник Ленину.
С началом Великой Отечественной войны на станцию прибывали составы с эвакуированными в Ульяновск из западных областей СССР предприятиями и беженцами. Всю войну на станции формировались воинские эшелоны, идущие на фронт.
19 октября 1941 года на станцию Ульяновск-1 в эвакуацию прибыла Московская Патриархия, которая, пока подыскивали место для житья и служб, неделю вынуждены были оставаться жить в отогнанном в тупик железнодорожном вагоне.
С 1942 года по октябрь 1946 года на станции «Ульяновск-1» в эвакуации находился «Траурный поезд В. И. Ленина»: паровоз «У-127» и багажный вагон.
В послевоенные годы для областного города Ульяновска было решено построить новое здание вокзала. Строительные работы по возведению вокзального комплекса начались в мае 1951 года. Автором проекта стал известный архитектор М. А. Готлиб. Проект разрабатывался в центральной архитектурной мастерской Мосгипротранса с учётом стилистических особенностей сталинской эпохи. В декабре 1952 года строительство нового здания железнодорожного вокзала (ныне старый вокзал) было закончено, расширена привокзальная площадь.
В январе 1954 года вступила в строй первая очередь ульяновского трамвая, соединившая северную часть города с железнодорожной станцией Ульяновск-1.
5 декабря 1954 года, напротив здания вокзала, состоялось открытие памятника Владимиру Ульянову, гимназисту.
В 1967 году со станции стал отправлялся фирменный поезд «Ульяновск».
Из-за того что железнодорожная станция Ульяновск-1 находился на тупиковой железнодорожной ветке, составы приходилось выводить обратно на станцию Киндяковка, чтобы проследовать дальше в сторону Уфы, Москвы, Казани и Сызрани. Поэтому в 1964 году железнодорожную станцию перенесли из Тути в Киндяковку, железнодорожную станцию Киндяковка переименовали в Ульяновск-Центральный, где в 1970 году было построено современное здание вокзала станции Ульяновск-Центральный. Станция Ульяновск-I функцию въездных ворот города утратила. Для улучшения станционной работы в 1971 году станции Ульяновск-1 и Ульяновск-Центральный были объединены под единое командование начальника станции Ульяновск-Центральный.
В настоящее время старый вокзал закрыт для работы с пассажирами. На его территории организована пассажирская техническая станция, где ведётся подготовка вагонов в рейс. Помещения переоборудованы, вокзал используется как административное здание, где располагаются различные службы вагонного участка Ульяновск-I, резерв проводников и др.

## Деятельность
На станции осуществляются:
- Продажа билетов на все пассажирские поезда.
- Приём и выдача багажа не производится.
- Приём и выдача мелких отправок грузов на местах общего пользования станций.
- Приём и выдача грузов на подъездных путях (путях необщего пользования) и местах необщего пользования.
- Приём и выдача груза, погруженного в вагон, требующего хранения в крытых складах станций.
- Приём и выдача среднетоннажных контейнеров массой брутто 3,3 (5) и 5,5 (6) тонн на станциях.

## Галерея

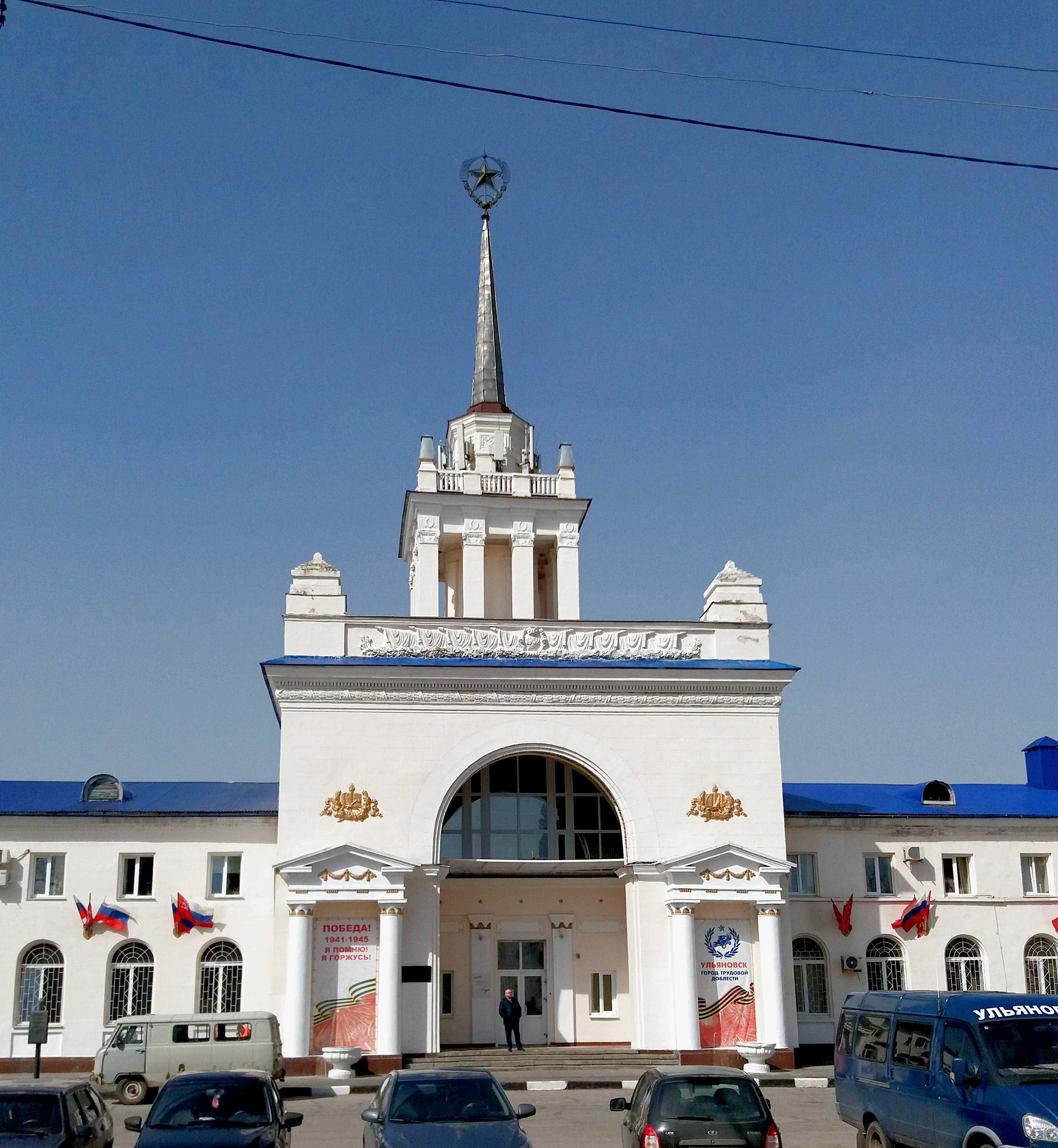
Железнодорожный вокзал «Ульяновск-1».
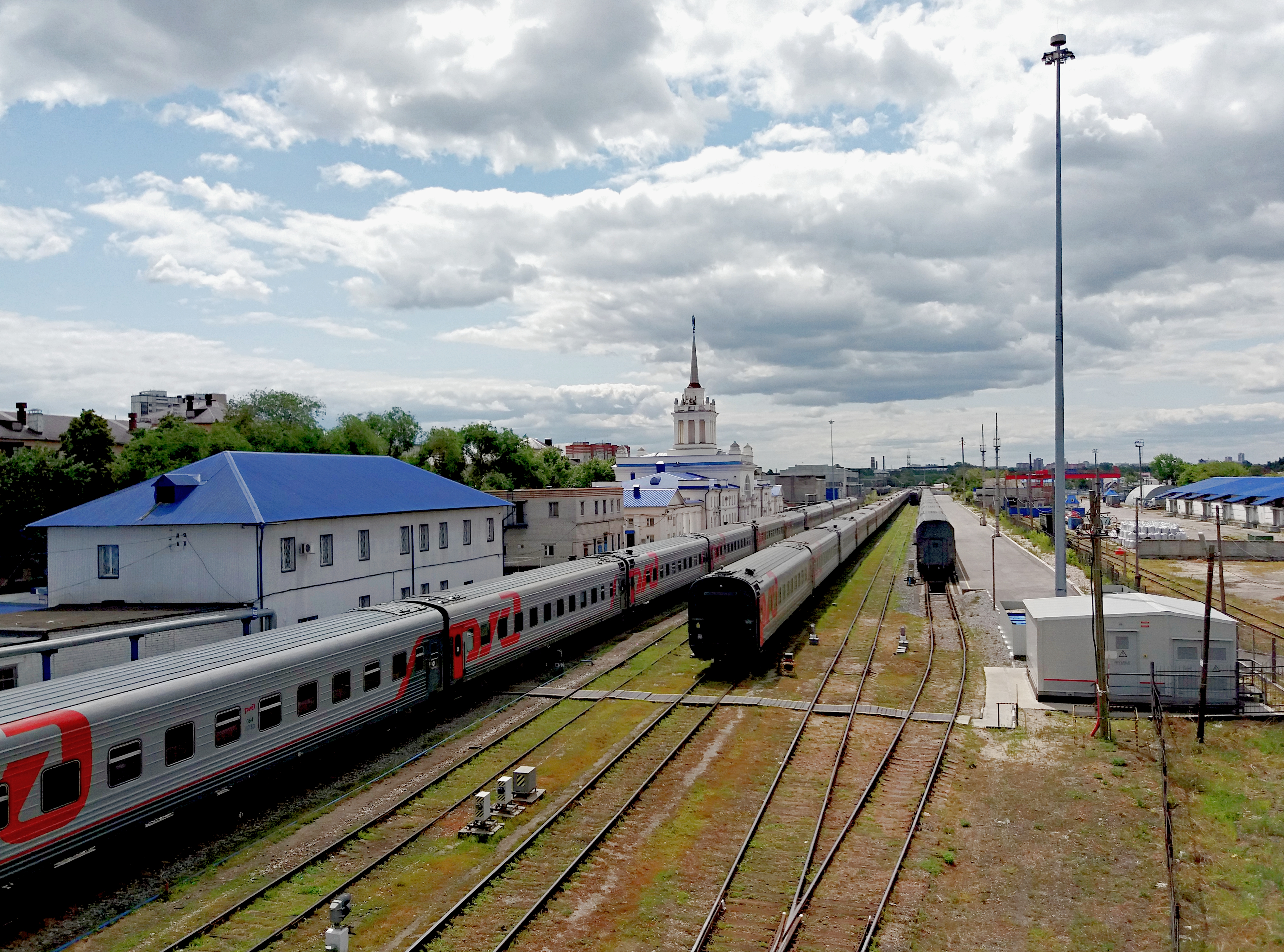
Железнодорожная станция Ульяновск I.
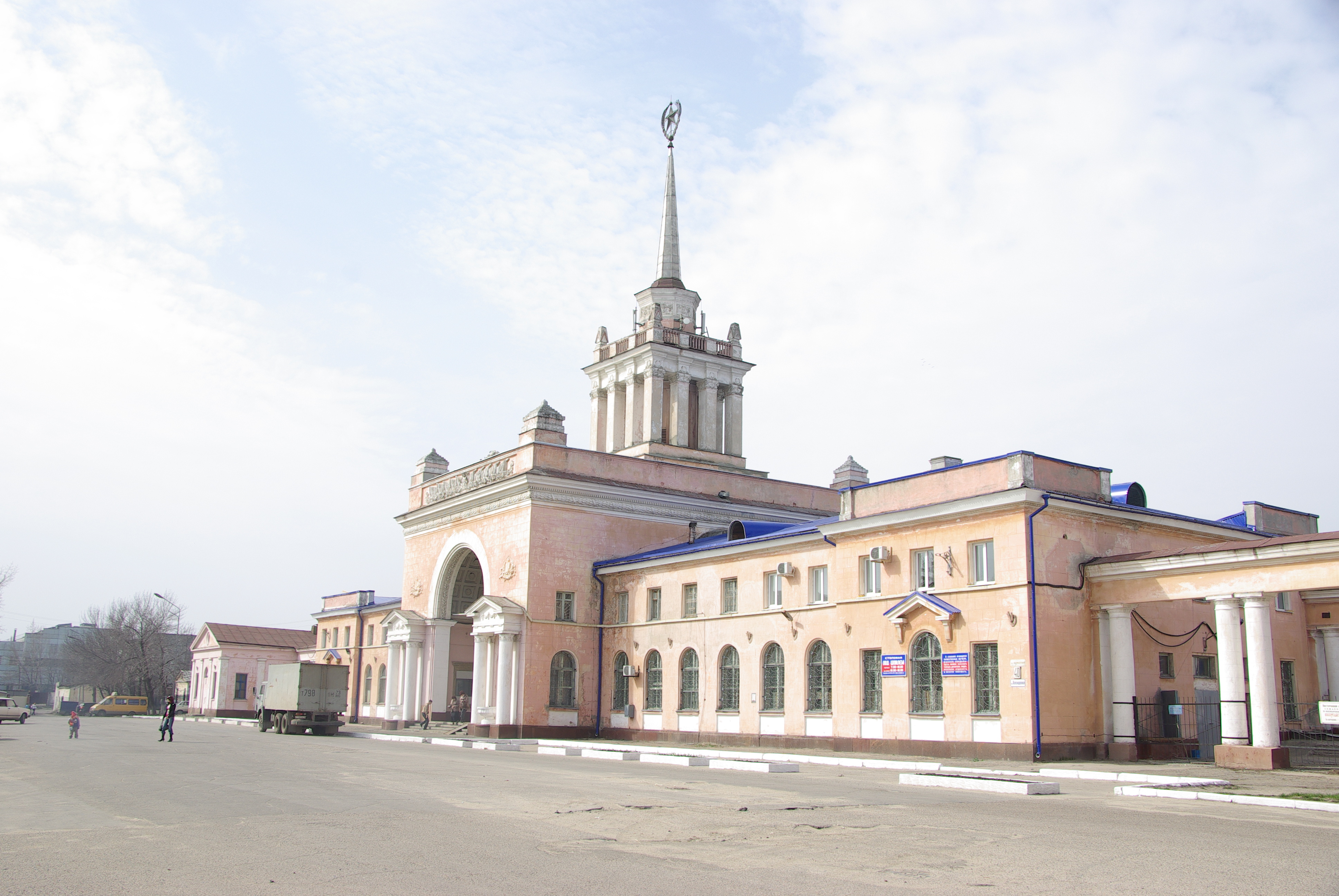
Старый вокзал (2008, до ремонта).
Мемориальная доска на здании вокзала.
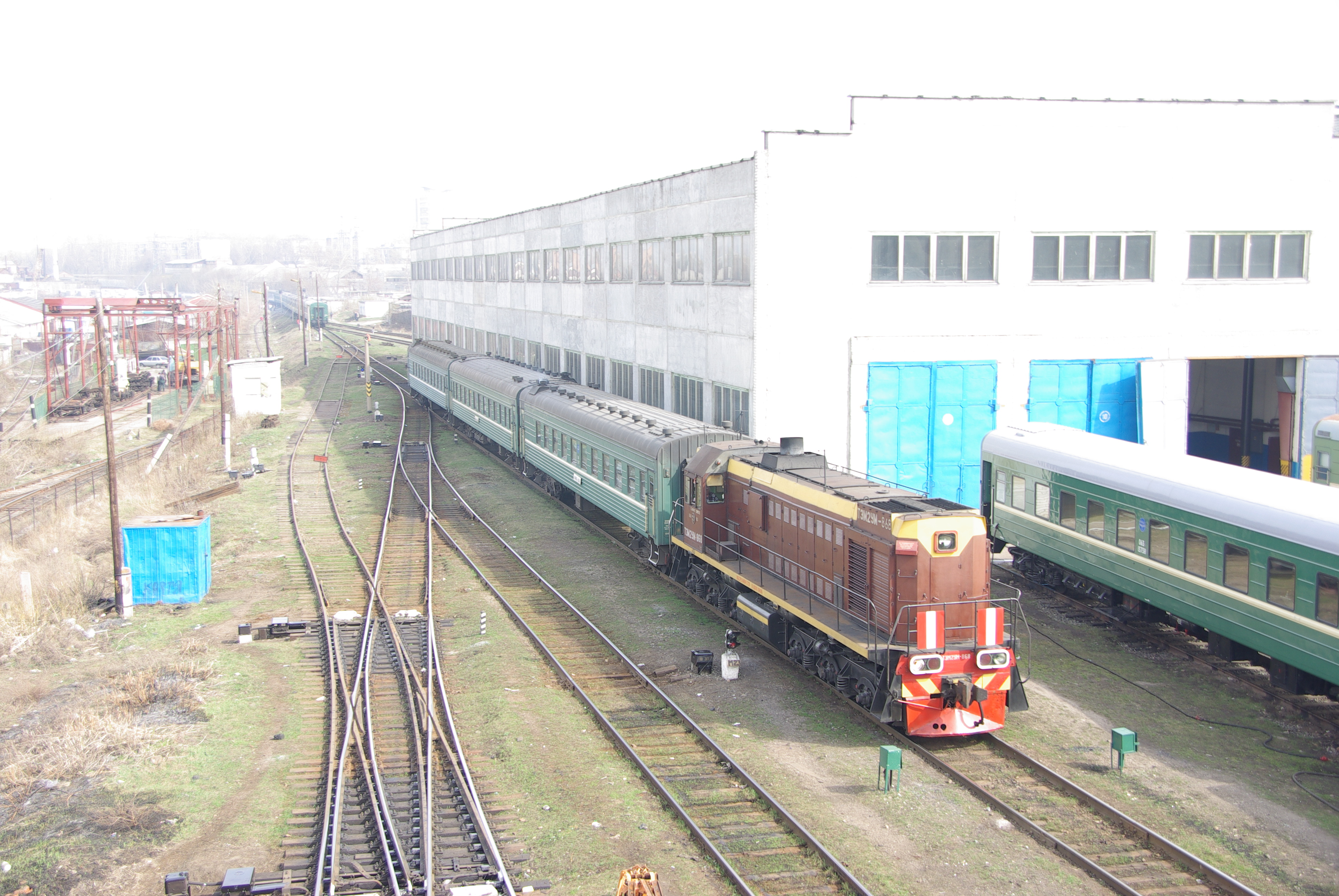
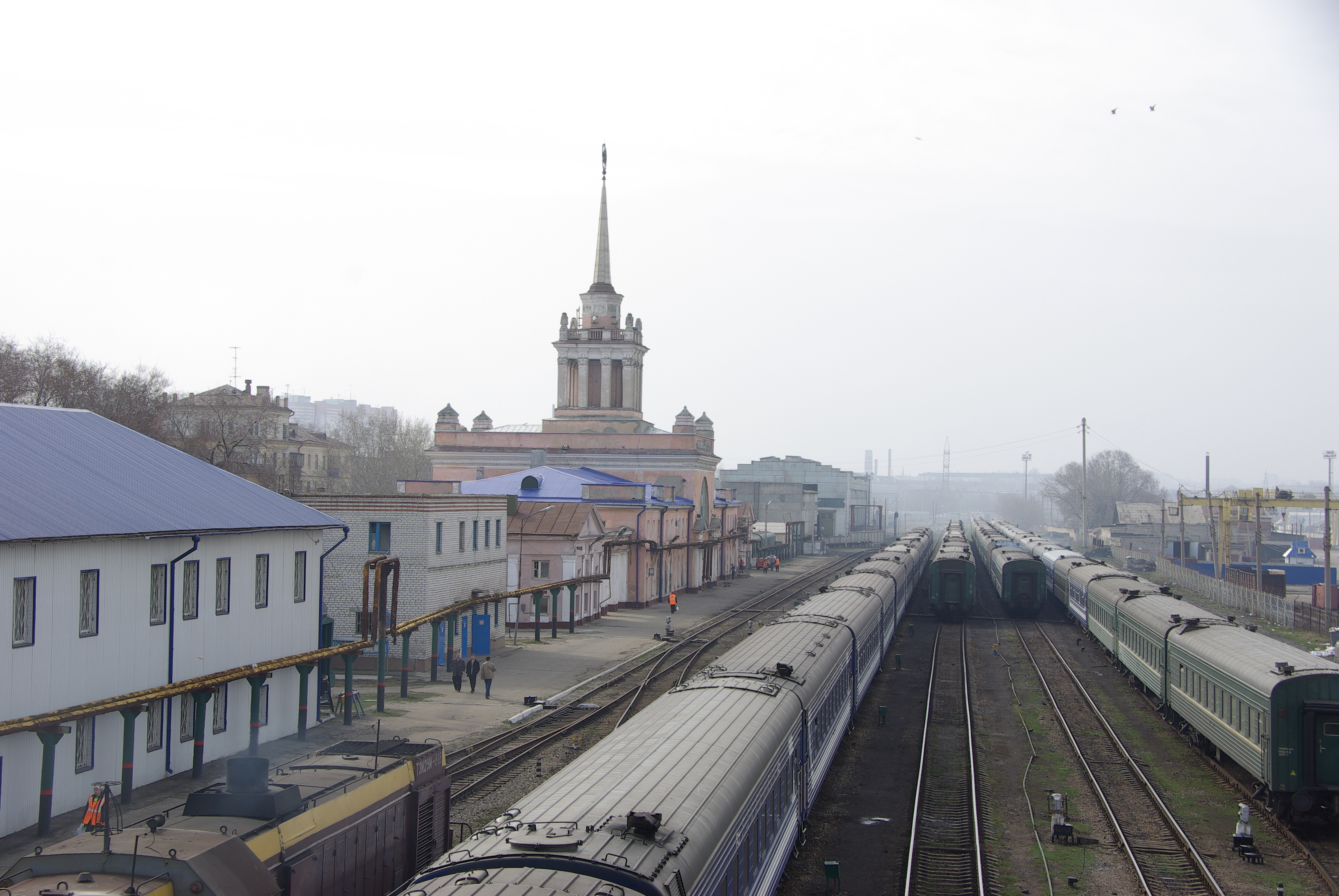
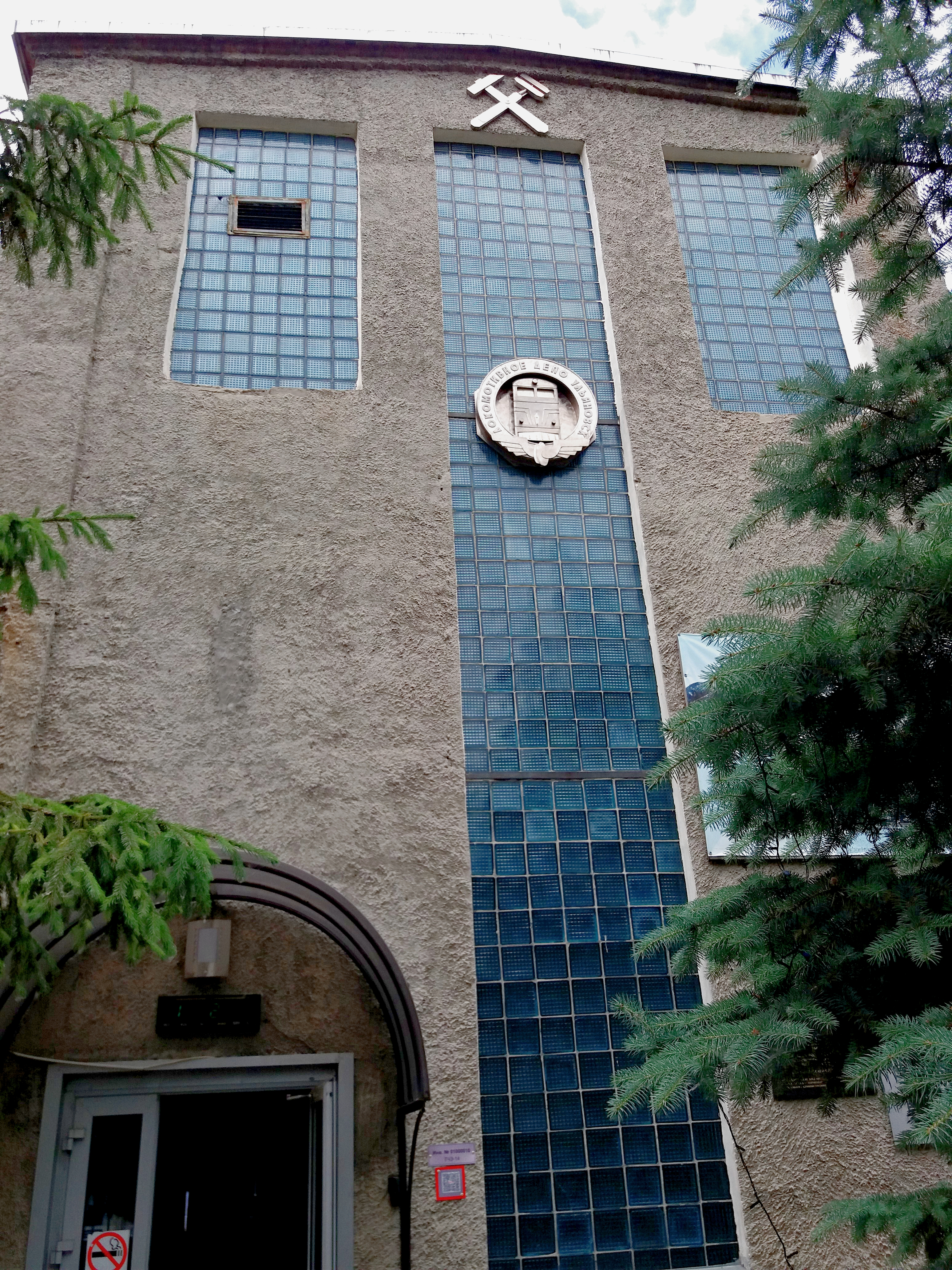
Здание локомотивного депо.
Мемориальная доска «Локомотивному депо».
Мемориальная доска Калинину М. И. на здании депо.
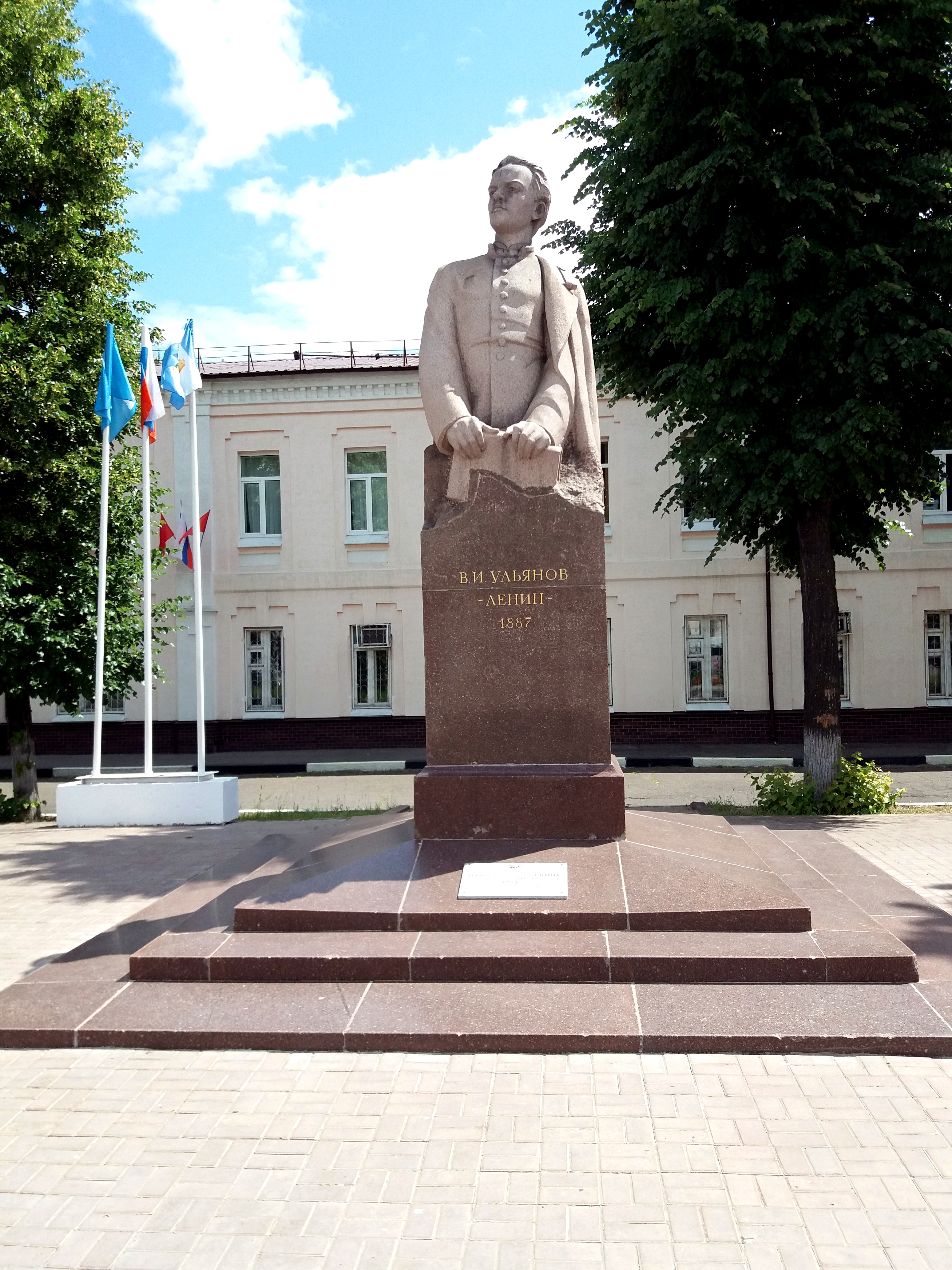
Памятник Владимиру Ульянову — гимназисту.